# Orange Cove (Kalifornia)
Orange Cove – miasto w Stanach Zjednoczonych, w stanie Kalifornia, w hrabstwie Fresno. Według spisu ludności przeprowadzonego przez United States Census Bureau w roku 2010, w Orange Cove mieszka 9078 mieszkańców.